# Coleonyx mitratus
Coleonyx mitratus es una especie de lagarto que pertenece a la familia Eublepharidae. Es nativo de  Guatemala, El Salvador, Honduras, Nicaragua, y Costa Rica. Su rango altitudinal oscila entre 0 y 1435 m s. n. m..